# Грб Петровца
Грб Петровца је званични грб српске општине Петровац. Грб је усвојен 11. јула 2011. године.
Општина Петровац је једна од најмањих општина Републике Српске, а за разлику од већине других општина, она има грб који се у потпуности ослања на традицију европске хералдике утемељену на вриједностима и симболима овог краја.

## Опис грба
Мали грб Петровца је у црвеном пољу златни пропети коњ окружен са три цвијета рунолиста. Средњи грб изнад штита има сребрну зидану круну без грудобрана, те златну ленту са именом општине испод: „Петровац“. Велики грб има и чуваре који стоје на планинском постољу са црногоричним дрвећем и снијегом покривених врхова. Два пропета крилата бика, десни држи заставу Српске, а лијеви заставу Петровца.